# Élections législatives de 1967 dans la Loire
Les élections législatives françaises de 1967 se déroulent les 5 et 12 mars 1967.  Dans le département de la Loire, sept députés sont à élire dans le cadre de sept circonscriptions.

## Élus
| Circonscription | Député sortant                                       | Parti | Parti   | Député élu ou réélu   | Parti | Parti |
| --------------- | ---------------------------------------------------- | ----- | ------- | --------------------- | ----- | ----- |
| 1re             | Bernard Muller suppléant d'Alexandre de Fraissinette |       | Radsoc  | Michel Durafour       |       | CR    |
| 2e              | Lucien Neuwirth                                      |       | UNR-UDT | Lucien Neuwirth       |       | UD-Ve |
| 3e              | André Chazalon                                       |       | MRP     | André Chazalon        |       | CD    |
| 4e              | Théo Vial-Massat                                     |       | PCF     | Eugène Claudius-Petit |       | CD    |
| 5e              | Paul Pillet                                          |       | CD      | Alain Terrenoire      |       | UD-Ve |
| 6e              | Paul Rivière                                         |       | UNR-UDT | Paul Rivière          |       | UD-Ve |
| 7e              | Michel Jacquet                                       |       | CNIP    | Michel Jacquet        |       | CNIP  |

## Résultats

### Résultats à l'échelle du département
| Parti          | Parti                                           | Premier tour | Premier tour | Second tour | Second tour | Sièges |
| Parti          | Parti                                           | Voix         | %            | Voix        | %           | Sièges |
| -------------- | ----------------------------------------------- | ------------ | ------------ | ----------- | ----------- | ------ |
|                | Union des démocrates pour la Ve République      | 64 554       | 20,69        | 63 881      | 20,25       | 3      |
|                | Républicains indépendants                       | 26 420       | 8,47         | 14 109      | 4,47        | 0      |
|                | Modérés                                         | 8 772        | 2,81         |             |             | 0      |
|                | Union des républicains de progrès               | 99 746       | 31,97        | 77 990      | 24,73       | 3      |
|                |                                                 |              |              |             |             |        |
|                | Convention des institutions républicaines       | 19 427       | 6,23         | 39 389      | 12,49       | 0      |
|                | Parti radical                                   | 10 691       | 3,43         | 16 092      | 5,10        | 0      |
|                | Section française de l'Internationale ouvrière  | 10 131       | 3,25         | Retrait     | Retrait     | 0      |
|                | Fédération de la gauche démocrate et socialiste | 40 249       | 12,90        | 55 481      | 17,59       | 0      |
|                |                                                 |              |              |             |             |        |
|                | Progrès et démocratie moderne                   | 89 849       | 28,80        | 112 910     | 35,80       | 4      |
|                | Parti communiste français                       | 65 208       | 20,67        | 69 042      | 21,89       | 0      |
|                | Parti socialiste unifié                         | 15 649       | 5,02         |             |             | 0      |
|                | Mouvement jeune révolution                      | 1 304        | 0,42         | 0           |             |        |
|                |                                                 |              |              |             |             |        |
| Inscrits       | Inscrits                                        | 413 335      | 100,00       | 413 334     | 100,00      | 7      |
| Abstentions    | Abstentions                                     | 94 694       | 22,91        | 89 856      | 21,74       |        |
| Votants        | Votants                                         | 318 641      | 77,09        | 323 478     | 78,26       |        |
| Blancs et nuls | Blancs et nuls                                  | 6 636        | 2,08         | 8 055       | 2,49        |        |
| Exprimés       | Exprimés                                        | 312 005      | 97,92        | 315 423     | 97,51       |        |

### Résultats par circonscription

#### Première circonscription (Saint-Étienne-Nord)
| Candidat       | Candidat            | Parti          | Premier tour | Premier tour | Second tour | Second tour |  |
| Candidat       | Candidat            | Parti          | Voix         | %            | Voix        | %           |  |
| -------------- | ------------------- | -------------- | ------------ | ------------ | ----------- | ----------- |  |
|                | Michel Durafour élu | CR (PDM)       | 15 147       | 37,6         | 23 948      | 59,37       |  |
|                | Michel Olagnier     | PCF            | 11 823       | 29,35        | 16 392      | 40,63       |  |
|                | Antoine Chalandon   | UD-Ve          | 8 459        | 21           | Retrait     | Retrait     |  |
|                | Marcel Pierre       | PSU            | 4 855        | 12,05        |             |             |  |
|                |                     |                |              |              |             |             |  |
| Inscrits       | Inscrits            | Inscrits       | 55 359       | 100,00       | 55 359      | 100,00      |  |
| Abstentions    | Abstentions         | Abstentions    | 14 325       | 25,88        | 13 912      | 25,13       |  |
| Votants        | Votants             | Votants        | 41 034       | 74,12        | 41 447      | 74,87       |  |
| Blancs et nuls | Blancs et nuls      | Blancs et nuls | 750          | 1,83         | 1 107       | 2,67        |  |
| Exprimés       | Exprimés            | Exprimés       | 40 284       | 98,17        | 40 340      | 97,33       |  |

#### Deuxième circonscription (Saint-Étienne-Sud)
| Candidat       | Candidat                      | Parti          | Premier tour | Premier tour | Second tour | Second tour |  |
| Candidat       | Candidat                      | Parti          | Voix         | %            | Voix        | %           |  |
| -------------- | ----------------------------- | -------------- | ------------ | ------------ | ----------- | ----------- |  |
|                | Lucien Neuwirth sortant réélu | UD-Ve          | 21 205       | 40,67        | 27 758      | 52,94       |  |
|                | Charles Hernu                 | FGDS (CIR)     | 10 377       | 19,9         | 24 675      | 47,06       |  |
|                | Serge Gaillard                | PCF            | 10 315       | 19,78        | Retrait     | Retrait     |  |
|                | Louis Paulet                  | CD (PDM)       | 6 026        | 11,56        |             |             |  |
|                | Pierre Greaux                 | Modérés        | 4 215        | 8,08         |             |             |  |
|                |                               |                |              |              |             |             |  |
| Inscrits       | Inscrits                      | Inscrits       | 71 160       | 100,00       | 71 160      | 100,00      |  |
| Abstentions    | Abstentions                   | Abstentions    | 18 162       | 25,52        | 17 096      | 24,02       |  |
| Votants        | Votants                       | Votants        | 52 998       | 74,48        | 54 064      | 75,98       |  |
| Blancs et nuls | Blancs et nuls                | Blancs et nuls | 860          | 1,62         | 1 631       | 3,02        |  |
| Exprimés       | Exprimés                      | Exprimés       | 52 138       | 98,38        | 52 433      | 96,98       |  |

#### Troisième circonscription (Saint-Chamond)
| Candidat       | Candidat                     | Parti          | Premier tour | Premier tour | Second tour | Second tour |  |
| Candidat       | Candidat                     | Parti          | Voix         | %            | Voix        | %           |  |
| -------------- | ---------------------------- | -------------- | ------------ | ------------ | ----------- | ----------- |  |
|                | André Chazalon sortant réélu | CD (PDM)       | 18 813       | 38,33        | 31 352      | 65,93       |  |
|                | Michel Drancourt             | RI             | 12 113       | 24,68        | Retrait     | Retrait     |  |
|                | Jean Reymond                 | PCF            | 8 099        | 16,5         | 16 201      | 34,07       |  |
|                | Jean Vincent                 | FGDS (SFIO)    | 6 342        | 12,92        | Retrait     | Retrait     |  |
|                | Félix Franc                  | PSU            | 3 721        | 7,58         |             |             |  |
|                |                              |                |              |              |             |             |  |
| Inscrits       | Inscrits                     | Inscrits       | 62 651       | 100,00       | 62 649      | 100,00      |  |
| Abstentions    | Abstentions                  | Abstentions    | 12 544       | 20,02        | 13 299      | 21,23       |  |
| Votants        | Votants                      | Votants        | 50 107       | 79,98        | 49 350      | 78,77       |  |
| Blancs et nuls | Blancs et nuls               | Blancs et nuls | 1 019        | 2,03         | 1 797       | 3,64        |  |
| Exprimés       | Exprimés                     | Exprimés       | 49 088       | 97,97        | 47 553      | 96,36       |  |

#### Quatrième circonscription (Firminy)
| Candidat       | Candidat                  | Parti          | Premier tour | Premier tour | Second tour | Second tour |  |
| Candidat       | Candidat                  | Parti          | Voix         | %            | Voix        | %           |  |
| -------------- | ------------------------- | -------------- | ------------ | ------------ | ----------- | ----------- |  |
|                | Théo Vial-Massat sortant  | PCF            | 14 201       | 34,14        | 19 816      | 47,16       |  |
|                | Eugène Claudius-Petit élu | CD (PDM)       | 12 951       | 31,14        | 22 201      | 52,84       |  |
|                | Raymond Durand            | UD-Ve          | 7 335        | 17,63        | Retrait     | Retrait     |  |
|                | Jean Moulin               | FGDS (SFIO)    | 3 789        | 9,11         |             |             |  |
|                | Paul Médard               | PSU            | 2 015        | 4,84         |             |             |  |
|                | André Cognet              | ARLP           | 1 304        | 3,13         |             |             |  |
|                |                           |                |              |              |             |             |  |
| Inscrits       | Inscrits                  | Inscrits       | 53 460       | 100,00       | 53 460      | 100,00      |  |
| Abstentions    | Abstentions               | Abstentions    | 11 074       | 20,71        | 10 118      | 18,93       |  |
| Votants        | Votants                   | Votants        | 42 386       | 79,29        | 43 342      | 81,07       |  |
| Blancs et nuls | Blancs et nuls            | Blancs et nuls | 791          | 1,87         | 1 325       | 3,06        |  |
| Exprimés       | Exprimés                  | Exprimés       | 41 595       | 98,13        | 42 017      | 96,94       |  |

#### Cinquième circonscription (Roanne)
| Candidat       | Candidat             | Parti          | Premier tour | Premier tour | Second tour | Second tour |  |
| Candidat       | Candidat             | Parti          | Voix         | %            | Voix        | %           |  |
| -------------- | -------------------- | -------------- | ------------ | ------------ | ----------- | ----------- |  |
|                | Alain Terrenoire élu | UD-Ve          | 14 508       | 32,75        | 19 455      | 41,69       |  |
|                | Paul Pillet sortant  | CD (PDM)       | 13 452       | 30,36        | 10 581      | 22,67       |  |
|                | Jean Diat            | PCF            | 11 287       | 25,48        | 16 633      | 35,64       |  |
|                | Marcel Salaud        | PSU            | 5 058        | 11,42        |             |             |  |
|                |                      |                |              |              |             |             |  |
| Inscrits       | Inscrits             | Inscrits       | 60 650       | 100,00       | 60 650      | 100,00      |  |
| Abstentions    | Abstentions          | Abstentions    | 15 191       | 25,05        | 13 173      | 21,72       |  |
| Votants        | Votants              | Votants        | 45 459       | 74,95        | 47 477      | 78,28       |  |
| Blancs et nuls | Blancs et nuls       | Blancs et nuls | 1 154        | 2,54         | 808         | 1,7         |  |
| Exprimés       | Exprimés             | Exprimés       | 44 305       | 97,46        | 46 669      | 98,3        |  |

#### Sixième circonscription (Feurs)
| Candidat       | Candidat                   | Parti          | Premier tour | Premier tour | Second tour | Second tour |  |
| Candidat       | Candidat                   | Parti          | Voix         | %            | Voix        | %           |  |
| -------------- | -------------------------- | -------------- | ------------ | ------------ | ----------- | ----------- |  |
|                | Paul Rivière sortant réélu | UD-Ve          | 13 047       | 36,03        | 16 668      | 45,26       |  |
|                | Joseph Perrin              | FGDS (CIR)     | 9 050        | 24,99        | 14 714      | 39,95       |  |
|                | Louis Mercier              | CD (PDM)       | 5 933        | 16,39        | 5 447       | 14,79       |  |
|                | Léon Coquard               | Modérés        | 4 557        | 12,59        |             |             |  |
|                | Paul Jury                  | PCF            | 3 621        | 10           |             |             |  |
|                |                            |                |              |              |             |             |  |
| Inscrits       | Inscrits                   | Inscrits       | 46 984       | 100,00       | 46 986      | 100,00      |  |
| Abstentions    | Abstentions                | Abstentions    | 9 880        | 21,03        | 9 493       | 20,2        |  |
| Votants        | Votants                    | Votants        | 37 104       | 78,97        | 37 493      | 79,8        |  |
| Blancs et nuls | Blancs et nuls             | Blancs et nuls | 896          | 2,41         | 664         | 1,77        |  |
| Exprimés       | Exprimés                   | Exprimés       | 36 208       | 97,59        | 36 829      | 98,23       |  |

#### Septième circonscription (Montbrison)
| Candidat       | Candidat                     | Parti          | Premier tour | Premier tour | Second tour | Second tour |  |
| Candidat       | Candidat                     | Parti          | Voix         | %            | Voix        | %           |  |
| -------------- | ---------------------------- | -------------- | ------------ | ------------ | ----------- | ----------- |  |
|                | Michel Jacquet sortant réélu | CNIP (PDM)     | 17 527       | 36,22        | 19 381      | 39,09       |  |
|                | André Mascle                 | RI             | 14 307       | 29,57        | 14 109      | 28,46       |  |
|                | Armand Bazin                 | FGDS (Radical) | 10 691       | 22,09        | 16 092      | 32,46       |  |
|                | Jean Anglard                 | PCF            | 5 862        | 12,11        |             |             |  |
|                |                              |                |              |              |             |             |  |
| Inscrits       | Inscrits                     | Inscrits       | 63 071       | 100,00       | 63 070      | 100,00      |  |
| Abstentions    | Abstentions                  | Abstentions    | 13 518       | 21,43        | 12 765      | 20,24       |  |
| Votants        | Votants                      | Votants        | 49 553       | 78,57        | 50 305      | 79,76       |  |
| Blancs et nuls | Blancs et nuls               | Blancs et nuls | 1 166        | 2,35         | 723         | 1,44        |  |
| Exprimés       | Exprimés                     | Exprimés       | 48 387       | 97,65        | 49 582      | 98,56       |  |